# Alegeri în Islanda
Alegerile din Islanda oferă informații despre alegeri și rezultatele acestora din Islanda.
Islanda alege la nivel național, un șef de stat - președintele - și o legislatură. Președintele este ales de către popor, pentru o perioadă de patru ani. Adunarea generală, (Alþingi) are 63 de membri aleși pentru un mandat de patru ani, prin reprezentare proporțională. Islanda are un sistem multiîmparțit, cu numeroase partide , în care adesea nici un partid în mod individual  nu are șansa de a câștiga puterea, părțile trebuie să colaboreze între ele pentru a forma guverne de coaliție.

## Ultimele alegeri

### Alegerile Parlamentare din 2009
Rezumatul rezultatelor alegerilor islandeze "Althing" din 25 aprilie 2009.
Pe primul loc a ieșit reprezentanta  Alianței Social Democratice (Samfylkingin), Jóhanna Sigurðardóttir, cu 55,758 de voturi reprezentând 29.8 %.
Pe al doilea loc, Partidul Independenței, în frunte cu Bjarni Benediktsson, Jr. având 44,369 voturi, 2.7 % din total.
Al treilea loc a fost ocupat de "Mișcarea Verde de Stânga " (Vinstrihreyfingin – grænt framboð) condus de Steingrímur J. Sigfússon, deținând 40,580 voturi și 21.7 %.
Pe a patra poziție a fost ales"Partidul "Progresului" (Framsóknarflokkurinn), condus de Sigmundur Davíð Gunnlaugsson, deținând 27,699 voturi, având 14.8 % din total.
Urmâtorul în top a fost ales "Mișcarea Cetățenilor" (Borgarahreyfingin) cu 13,519 număr de voturi ceea ce înseamnă 7.2 % din total.
Cu 4,148 de voturi și 2.2 % a fost ales pe locul al cincilea, Partidul Liberal (Frjálslyndi flokkurinn), în frunte cu Guðjón Arnar Kristjánsson . 
Ultima poziție o ocupa "Mișcarea Democratică" (Lýðræðishreyfingin), cu Ástþór Magnússon și 1,107 de votui, adică 0.6 %.
Totalul de voturi a fost în numar de 187,180.

### Alegerile Parlamentare din 2007
| Partid                                                                   | Voturi | %    |
| "Partindul Independenței"(Sjálfstæðisflokkurinn)                         | 66,749 | 36.6 |
| Alianța Social Democratică (Samfylkingin)                                | 48,742 | 26.8 |
| "Mișcarea Verde de stânga"(Vinstrihreyfingin – grænt framboð)            | 26,136 | 14.3 |
| Partidul "Progresului"(Framsóknarflokkurinn)                             | 21,349 | 11.7 |
| Partidul Liberal(Frjálslyndi flokkurinn)                                 | 13,233 | 7.3  |
| "Mișcarea Islandeză – Pamânt locuibil"(Íslandshreyfingin – lifandi land) | 5,953  | 3.3  |

Total  	182,679 	voturi 
Source: http://www.mbl.is/mm/frettir/kosningar/

### Alegerile Prezidențiale din 2004
| Candidați              | Voturi | %    |
| Ólafur Ragnar Grímsson | 90,662 | 85.6 |
| Baldur Ágústsson       | 13,250 | 12.3 |
| Ástþór Magnússon       | 2,001  | 1.9  |

Voturile valide au fost  63.0%.
Sursă: ruv.is